# Christoph Chorherr
Christoph Chorherr, né le 9 décembre 1960 à Vienne, est un homme politique autrichien.
Il est porte-parole des Verts - L'Alternative verte de 1996 à 1997.